# 済火
済 火（さい か、生没年不詳）は、中国三国時代の益州牂牁郡の黒盧鹿（現在のイ族の一種）の族長。羅甸国王。名前は火済、済済火、妥阿哲とも。
『三国志』や『後漢書』など当時の記録にはないが、後年の『明史』の他『貴州通志』などの地方志にその名がみえる。

## 生涯
済火は漢代の牂牁郡における黒盧鹿の酋長で、水西安氏の遠祖にあたる。部族はみな身長が高く、顔は彫が深く色黒で、歯は白く鉤鼻、口髭は剃り、頬ひげをまとめた。別名に烏蛮、または鬼を尊ぶところから羅鬼と呼ばれた。済火も同様で、鬼のような顔に、青布で髪を包み角状にまとめた。また戦闘に習熟し、信義を重んじて民衆を良くまとめたため、諸蛮から長に推戴される。
建興元年（223年）に牂牁太守・朱褒と雍闓が反乱を起こした為、225年に諸葛亮が南征を開始した。済火は李恢が越嶲郡に入ると部族を率いて助力し、山を切り開き兵糧を供給した。あるいは兵糧を届け、諸葛亮を助けて先鋒となり、孟獲の捕縛に協力した。翌226年、功績により羅甸国王に封じられる。その治世は長く、普里の諸部族を攻めて領地を増やし、銀装の鳩杖を下賜された（高齢者に贈られる杖）。その後裔には、唐代に阿珮、宋代に普貴、元代に阿畫がおり、歴代王朝に臣従し爵位を継承して、水西に住み「大鬼主」と号した。
後年、明の万暦帝期（1572年-1620年）、貴州省貴陽府に諸葛亮を祭る武侯祠が建てられ、1689年（康熙28年）に巡撫の田雯が補修した。その際、諸葛亮像に脇侍する済火の像が造られた。
彝族の習俗歴史を記した『西南彝志』によれば、建興の頃の部族長の名は「妥阿哲」であり、諸葛亮を助けるなど済火とほぼ同じ事績が記される。また1981年に貴州省畢節市大方県の城西から「妥阿哲紀功碑」が出土した。